# Clinio de Freitas
Clinio Marcelino de Freitas Neto (Niterói, 8 de janeiro de 1964) é um velejador brasileiro.
Clinio obteve a medalha de bronze nos Jogos Olímpicos de Seul 1988 como proeiro de Lars Grael, ambos competindo na classe Tornado. Repetiriam a parceria e a mesma classe nos Jogos de Barcelona 1992, onde obtiveram o oitavo lugar.
É casado com Cláudia Swan, que também competiu na vela em Barcelona, e com quem velejou na classe Nacra 17.